# Kürüm Holding
Die türkische Kürüm Holding ist in der Türkei und auf dem Balkan tätig. 
Sie besitzt über ihre lokale Tochterfirma Kürüm International seit 1998 das ehemalige Metallurgische Kombinat Stahl der Partei in Elbasan, Albanien, und produziert außerdem Kalkstein und Industriegase. 2012 übernahm die Kürüm Holding mehrere albanische Wasserkraftwerke, die privatisiert wurden (zum Beispiel den Shkopet-Stausee) und baut ein drittes Kraftwerk an der Bistrica.
2014 stellte das Unternehmen 482.000 t Stahl in der Türkei und 443.000 t in Albanien her.
Kürüm International ging Anfang 2016 Konkurs.